# World Vale Tudo Championship
World Vale Tudo Championship (WVC) – nieistniejąca już brazylijska organizacja promująca walki w formule vale tudo (późniejsze MMA). 

## Historia
Organizacja założona w 1996 przez Frederico Lapende i Sergio Batarelliego. Inauguracyjna gala odbyła się w tokijskiej hali Bay NK Hall 14 sierpnia 1996. Do turnieju zaproszono m.in. mistrzów UFC Olega Taktarowa, Marco Ruasa oraz Steva Jennuma. W początkowym zamyśle organizacja miała promować walki bez zasad (vale tudo) by jak najbardziej odwzorować realną walkę. Jak sama nazwa wskazywała organizatorzy chcieli ze sobą konfrontować zawodników z całego świata, toteż zaczęto ściągać na brazylijskie turnieje zawodników spoza kraju - głównie ze Stanów i Europy. Swoje kariery w WVC zaczynali m.in. Pedro Rizzo czy Mark Kerr. Wygrana w turniejach WVC dawała szanse na związanie się z największymi organizacjami na świecie, takie szanse otrzymywali zwycięzcy turniejów m.in. Mark Kerr, Ihor Wowczanczyn, Heath Herring czy Amar Sułojew. 
Na początku 1997 z organizacji odszedł współzałożyciel Sergio Batarelli który jeszcze w tym samym roku założył swoją, konkurencyjną International Vale Tudo Championship (IVC), która w przeciwieństwie do WVC stawiała na lokalnych, brazylijskich zawodników. Przez większą część lat 90. WVC i IVC były czołowymi organizacjami vate tudo w Brazylii.
Pod koniec 2001 władze Brazylii zakazały organizowanie zawodów vale tudo co skutkowało zawieszeniem organizacji. W 2002 roku odbyła się jeszcze jedna gala WVC (poza granicami Brazylii) po czym organizację ostatecznie zamknięto. W sumie w latach 1996-2002 odbyło się czternaście gal.

## Zasady i reguły
Główny format gal stanowiły turnieje - cztero lub ośmioosobowe, walki specjalne (o tytuł mistrzowski) oraz super-walki (ang. super-fight - np. walki zawodników z różnych kategorii wagowych). Zawody odbywały się w ringu bokserskim, pojedynek trwał maksymalnie 30 min. 
Nie obowiązywały żadne reguły by jak najbardziej odwzorować realną walkę. Niepisanymi zasadami był zakaz wsadzania palców w oczy oraz ciosy poniżej pasa. Po czasie zaczęto wprowadzać drobne zmiany i ustalono bardzo wąski regulamin:
- zakaz gryzienia
- zakaz wsadzania palców w oczy
- zakaz zahaczanie (polega na zrobieniu "haka" z palca bądź z kilku palców i włożeniu ich do ust przeciwnika, a następnie ciągnięciu)
- zakaz kopania w głowę jeśli zawodnik miał na sobie buty
- zakaz trzymania się lin

Sposoby wyłonienia zwycięzcy obejmowały:
- nokaut
- poddanie
- techniczny nokaut (przerwanie przez sędziego, lekarza lub narożnik)
- dyskwalifikację
- decyzję sędziów

## Zwycięzcy turniejów
| Gala   | Data       | Zwycięzca          | Finalista          |
| ------ | ---------- | ------------------ | ------------------ |
| WVC 1  | 14.08.1996 | Richard Heard      | Fred Floyd         |
| WVC 2  | 10.11.1996 | Pedro Rizzo        | Vernon White       |
| WVC 3  | 19.01.1997 | Mark Kerr          | Fabio Gurgel       |
| WVC 4  | 16.03.1997 | Johil de Oliveira  | Jose Landi-Jons    |
| WVC 5  | 03.02.1998 | Ihor Wowczanczyn   | Nick Nutter        |
| WVC 6  | 01.11.1998 | Travis Fulton      | Luiz Claudio Nunes |
| WVC 7  | 02.02.1999 | Maksim Tariasow    | Elias Rodrigues    |
| WVC 8  | 01.07.1999 | Alexandre Ferreira | Heath Herring      |
| WVC 9  | 27.09.1999 | Heath Herring      | Bob Schrijber      |
| WVC 10 | 27.05.2000 | Eli Soares         | Luiz Firmino       |
| WVC 11 | 27.05.2000 | Amar Sułojew       | Andriej Siemionow  |
| WVC 12 | 09.06.2000 | Dinarte Silva      | Peterson Mello     |
| WVC 13 | 09.06.2000 | Darrell Gholar     | Silmar Rodrigo     |
| WVC 14 | 07.03.2002 | Phillip Miller     | Marcelo Vieira     |